# Кабельо, Альба Мария
Альба Мария Кабельо (исп. Alba María Cabello; родилась 30 апреля 1986 года в Мадриде, Испания) — испанская спортсменка, серебряный и бронзовый призёр летних Олимпийские игр 2008 года в группе.